# Jean-Baptiste de Casse
Pour les articles homonymes, voir Casse.
Jean-Baptiste de Casse, né le 17 janvier 1790 à Marseille (Bouches-du-Rhône) et mort le 23 juillet 1863 à Lavelanet (Ariège), est un homme politique français.

## Biographie
Ancien élève de l'École polytechnique et de l'école d'application de Metz, il est officier du génie. Il démissionne en 1825 et s'occupe d'agriculture.
Il est député de l'Ariège de 1848 à 1849, siégeant avec les républicains modérés soutenant le général Cavaignac, avant de siéger à droite.